# Huggies
Huggies é uma marca americana de fraldas descartáveis e lenços umedecidos que é comercializado pela Kimberly-Clark. Huggies foi primeiro testado comercializado em 1968, depois apresentado ao público em 1978 para substituir a marca Kimbies.

## Produtos
- As fraldas Little Snugglers, anteriormente Gentle Care e originalmente Supreme, são projetadas para bebês recém-nascidos e estão disponíveis em passos de prematuros, recém-nascidos, 1, 2 e 3.
- Os Little Movers, anteriormente conhecidos como Natural Fit e Supreme, são projetados para bebês que superaram o tamanho dos Little Snugglers 2.
- As fraldas Snug & Dry, anteriormente conhecidas como Ultratrim, são comercializadas com o recurso "LeakLock", que supostamente captura para ajudar a prevenir vazamentos. Disponível em etapas de 1 a 6.
- As fraldas Overnites são projetadas para absorver vazamentos noturnos e estão disponíveis em etapas de 3 a 6.
- As fraldas Pure & Natural foram introduzidas em 2009 e comercializadas como uma alternativa ecologicamente correta às tradicionais fraldas Huggies. Eles estão disponíveis em etapas de recém-nascido e 1 a 5.
- Calças de treino pull-Ups para crianças em transição de fraldas para roupas íntimas e estão disponíveis em quatro tamanhos: 12M-24M, 2T-3T, 3T-4T e 4T-5T.
- Toalhetes de cuidado natural disponíveis em Clutch 'N Clean, Banheiras de design, Soft Packs, Banheiras, Refis e Pacotes Grandes[1]

Em 2019, a Huggies lançou a entrega especial, incorporando materiais à base de plantas e designs exclusivos.
No Brasil a marca tem diversos produtos para bebês, como fraldas, perfumes, lenços umedecidos e você pode até solicitar amostras grátis para conhecer a marca.